# Syzygium branderhorstii
Syzygium branderhorstii är en myrtenväxtart som beskrevs av Carl Karl Adolf Georg Lauterbach. Syzygium branderhorstii ingår i släktet Syzygium och familjen myrtenväxter. Inga underarter finns listade i Catalogue of Life.